# Marcelo Azcárraga Palmero
Marcelo Azcárraga Palmero, född den 4 september 1832 i Manila, död den 30 maj 1915, var en spansk militär och politiker.
Azcárraga deltog på 1850- och 1860-talen i strider mot upprorsmän i Spanien och på Kuba. Han blev 1866 överste och tog 1904 som general avsked ur armén. Han blev deputerad i cortes 1875 och senator 1885. Azcárraga, som var krigsminister i Cánovas konservativa ministär 1891-92 och 1895-97, blev efter mordet på Cánovas i augusti 1897 konseljpresident, men avgick redan i oktober samma år. Han var sedermera senatens president och efterträdde i december 1904 Maura som konseljpresident. Han vågade inte inkalla cortes, då han med säkerhet skulle ha mötts av ett misstroendevotum, och gav redan i januari 1905 rum för en ministär Villaverde.

## Fotnoter
1. ↑  Diccionario biográfico español, Real Academia de la Historia, 2011, Diccionario biográfico español-ID: 7296/marcelo-de-azcarraga-y-palmero, läst: 9 oktober 2017.[källa från Wikidata]
2. 1 2  Find a Grave, läs online, läst: 29 juni 2024.[källa från Wikidata]
3. ↑  läs online, www.congreso.es , läst: 7 april 2021.[källa från Wikidata]
4. ↑  BOE-ID: BOE-A-1878-6366, läst: 8 april 2021.[källa från Wikidata]
5. ↑  BOE-ID: BOE-A-1878-6933, läst: 8 april 2021.[källa från Wikidata]
6. ↑  läs online, www.senado.es  .[källa från Wikidata]
7. ↑  BOE-ID: BOE-A-1880-3148.[källa från Wikidata]
8. ↑  BOE-ID: BOE-A-1884-1172, läst: 8 april 2021.[källa från Wikidata]
9. ↑  BOE-ID: BOE-A-1890-4541, läst: 8 april 2021.[källa från Wikidata]
10. ↑  BOE-ID: BOE-A-1891-8121, läst: 8 april 2021.[källa från Wikidata]
11. ↑  BOE-ID: BOE-A-1892-8352, läst: 8 april 2021.[källa från Wikidata]
12. ↑  BOE-ID: BOE-A-1892-1249, läst: 8 april 2021.[källa från Wikidata]
13. ↑  BOE-ID: BOE-A-1892-1677, läst: 8 april 2021.[källa från Wikidata]
14. 1 2  BOE-ID: BOE-A-1897-4964, läst: 8 april 2021.[källa från Wikidata]
15. ↑  BOE-ID: BOE-A-1874-1308, läst: 8 april 2021.[källa från Wikidata]
16. ↑  BOE-ID: BOE-A-1875-10051.[källa från Wikidata]
17. ↑  BOE-ID: BOE-A-1899-2164, läst: 8 april 2021.[källa från Wikidata]
18. ↑  BOE-ID: BOE-A-1904-6015, läst: 8 april 2021.[källa från Wikidata]